# La Liga 2000–01
La Liga 2000–01 là mùa giải thứ 70 của La Liga kể từ khi giải đấu được thành lập, bắt đầu từ ngày 9 tháng 9 năm 2000 và kết thúc vào ngày 17 tháng 6 năm 2001.

## Thăng hạng và xuống hạng
Đội thăng hạng từ Segunda División 1999–2000
- UD Las Palmas
- CA Osasuna
- Villarreal CF

Đội xuống hạng tới Segunda División 2000–01
- Real Betis
- Atlético Madrid
- Sevilla FC

## Thông tin đội bóng

### Câu lạc bộ và vị trí
Mùa giải 2000-01 bao gồm các câu lạc bộ sau:
- Athletic Bilbao
- FC Barcelona
- Celta de Vigo
- Deportivo Alavés
- Deportivo de La Coruña
- RCD Espanyol
- UD Las Palmas
- Málaga CF
- RCD Mallorca
- CD Numancia
- CA Osasuna
- Racing de Santander
- Rayo Vallecano
- Real Madrid C.F.
- Real Oviedo
- Real Sociedad
- Valencia CF
- Real Valladolid
- Villarreal CF
- Real Zaragoza

## Bảng xếp hạng
| XH | Đội                  | Tr | T  | H  | T  | BT | BB | HS  | Đ  | Lên hay xuống hạng                                | Thành tích đối đầu               |
| -- | -------------------- | -- | -- | -- | -- | -- | -- | --- | -- | ------------------------------------------------- | -------------------------------- |
| 1  | Real Madrid (C)      | 38 | 24 | 8  | 6  | 81 | 40 | +41 | 80 | Vòng bảng thứ nhất UEFA Champions League 2001–02  |                                  |
| 2  | Deportivo La Coruña  | 38 | 22 | 7  | 9  | 73 | 44 | +29 | 73 | Vòng bảng thứ nhất UEFA Champions League 2001–02  |                                  |
| 3  | Mallorca             | 38 | 20 | 11 | 7  | 61 | 43 | +18 | 71 | Vòng bảng thứ nhất UEFA Champions League 2001–02  |                                  |
| 4  | Barcelona            | 38 | 17 | 12 | 9  | 80 | 57 | +23 | 63 | Vòng sơ loại thứ ba UEFA Champions League 2001–02 | VAL 0–1 BAR BAR 3–2 VAL          |
| 5  | Valencia             | 38 | 18 | 9  | 11 | 55 | 34 | +21 | 63 | Vòng thứ nhất UEFA Cup 2001–02                    | VAL 0–1 BAR BAR 3–2 VAL          |
| 6  | Celta de Vigo        | 38 | 16 | 11 | 11 | 51 | 49 | +2  | 59 | Vòng thứ nhất UEFA Cup 2001–02                    |                                  |
| 7  | Villarreal           | 38 | 16 | 9  | 13 | 58 | 52 | +6  | 57 |                                                   |                                  |
| 8  | Málaga               | 38 | 16 | 8  | 14 | 60 | 61 | −1  | 56 |                                                   |                                  |
| 9  | Espanyol             | 38 | 14 | 8  | 16 | 46 | 44 | +2  | 50 |                                                   |                                  |
| 10 | Alavés               | 38 | 14 | 7  | 17 | 58 | 59 | −1  | 49 |                                                   |                                  |
| 11 | Las Palmas           | 38 | 13 | 7  | 18 | 42 | 62 | −20 | 46 |                                                   |                                  |
| 12 | Athletic Bilbao      | 38 | 11 | 10 | 17 | 44 | 60 | −16 | 43 | ATH: 9 pts RSO: 6 pts RVA: 3 pts                  |                                  |
| 13 | Real Sociedad        | 38 | 11 | 10 | 17 | 52 | 68 | −16 | 43 | ATH: 9 pts RSO: 6 pts RVA: 3 pts                  |                                  |
| 14 | Rayo Vallecano       | 38 | 10 | 13 | 15 | 56 | 68 | −12 | 43 | ATH: 9 pts RSO: 6 pts RVA: 3 pts                  |                                  |
| 15 | Osasuna              | 38 | 10 | 12 | 16 | 43 | 54 | −11 | 42 | OSA: 7 pts VLD: 5 pts ZAR: 4 pts                  |                                  |
| 16 | Valladolid           | 38 | 9  | 15 | 14 | 42 | 50 | −8  | 42 | OSA: 7 pts VLD: 5 pts ZAR: 4 pts                  |                                  |
| 17 | Zaragoza             | 38 | 9  | 15 | 14 | 54 | 57 | −3  | 42 | OSA: 7 pts VLD: 5 pts ZAR: 4 pts                  | Vòng thứ nhất UEFA Cup 2001–02 1 |
| 18 | Real Oviedo (R)      | 38 | 11 | 8  | 19 | 51 | 67 | −16 | 41 | Xuống chơi tại Segunda División                   |                                  |
| 19 | Racing Santander (R) | 38 | 10 | 9  | 19 | 48 | 62 | −14 | 39 | Xuống chơi tại Segunda División                   | RAC 4–2 NUM NUM 1–0 RAC          |
| 20 | Numancia (R)         | 38 | 10 | 9  | 19 | 40 | 64 | −24 | 39 | Xuống chơi tại Segunda División                   | RAC 4–2 NUM NUM 1–0 RAC          |

Nguồn: LFP
Quy tắc xếp hạng: 1st Điểm; 2nd Điểm thành tích đối đầu; 3rd Hiệu số bàn thắng thành tích đối đầu; 4th Bàn thắng thành tích đối đầu; 5th Hiệu số bàn thắng; 6th Số bàn thắng; 7th Điểm số Giải phong cách.
1Zaragoza được tham dự cúp UEFA nhờ vô địch Cúp Nhà vua Tây Ban Nha 2000–01.
(VĐ) = Vô địch; (XH) = Xuống hạng; (LH) = Lên hạng; (O) = Thắng trận Play-off; (A) = Lọt vào vòng sau. 
Chỉ được áp dụng khi mùa giải chưa kết thúc: 
(Q) = Lọt vào vòng đấu cụ thể của giải đấu đã nêu; (TQ) = Giành vé dự giải đấu, nhưng chưa tới vòng đấu đã nêu.
Thành tích đối đầu: Được áp dụng khi số liệu thành tích đối đầu được dùng để xếp hạng các đội bằng điểm nhau.

## kết quả thi đấu
| S.nhà ╲ S.khách     | ATH | BAR | CEL | ALA | DEP | ESP | LPA | MLG | MAL | NUMA | OSA | RAC | RVA | RMA | ROV | RSO | VAL | VLD | VILL | ZAR |
| Athletic Bilbao     |     | 3–1 | 2–1 | 2–0 | 2–2 | 0–1 | 0–3 | 1–3 | 2–1 | 3–1  | 0–1 | 3–1 | 4–2 | 1–0 | 4–0 | 1–3 | 1–1 | 1–1 | 1–1  | 1–2 |
| Barcelona           | 7–0 |     | 1–1 | 3–2 | 2–3 | 4–2 | 4–1 | 2–1 | 1–1 | 1–1  | 2–0 | 3–1 | 5–1 | 2–0 | 0–1 | 3–0 | 3–2 | 3–1 | 1–2  | 4–4 |
| Celta de Vigo       | 2–1 | 3–3 |     | 1–1 | 2–1 | 1–0 | 0–1 | 1–0 | 2–2 | 1–1  | 1–0 | 1–1 | 1–1 | 3–0 | 1–0 | 4–1 | 3–2 | 2–1 | 1–0  | 1–1 |
| Deportivo Alavés    | 2–1 | 0–1 | 2–2 |     | 3–1 | 1–0 | 1–0 | 1–2 | 2–4 | 0–2  | 2–0 | 5–1 | 4–2 | 1–3 | 4–0 | 0–1 | 1–1 | 4–2 | 0–1  | 1–0 |
| Deportivo La Coruña | 2–0 | 2–0 | 1–0 | 2–1 |     | 1–0 | 4–0 | 4–0 | 1–1 | 4–1  | 2–1 | 2–1 | 1–1 | 2–2 | 3–0 | 4–1 | 2–0 | 1–2 | 4–2  | 2–0 |
| Espanyol            | 2–1 | 0–0 | 0–1 | 0–0 | 0–2 |     | 3–2 | 1–2 | 0–1 | 2–0  | 1–2 | 3–0 | 0–0 | 1–2 | 2–0 | 1–2 | 1–0 | 1–0 | 2–1  | 5–0 |
| Las Palmas          | 0–0 | 0–1 | 0–1 | 0–3 | 2–0 | 1–0 |     | 2–1 | 1–0 | 1–1  | 3–2 | 2–1 | 1–0 | 0–1 | 1–0 | 2–1 | 0–2 | 1–1 | 1–5  | 2–1 |
| Málaga              | 2–1 | 0–0 | 1–4 | 3–1 | 1–3 | 0–0 | 2–1 |     | 0–1 | 1–3  | 3–1 | 2–1 | 1–1 | 3–3 | 2–2 | 3–0 | 3–0 | 3–1 | 2–1  | 2–0 |
| Mallorca            | 1–0 | 2–0 | 2–0 | 4–3 | 2–1 | 3–2 | 2–1 | 0–1 |     | 2–1  | 1–1 | 2–1 | 4–0 | 1–0 | 4–2 | 1–1 | 2–2 | 1–1 | 2–1  | 2–1 |
| Numancia            | 0–0 | 1–1 | 4–2 | 2–1 | 1–2 | 2–1 | 0–1 | 3–2 | 0–2 |      | 1–0 | 1–0 | 0–2 | 3–1 | 1–0 | 3–3 | 0–3 | 0–0 | 1–3  | 1–1 |
| Osasuna             | 1–1 | 3–1 | 0–2 | 0–1 | 1–1 | 1–3 | 3–3 | 3–3 | 1–0 | 2–0  |     | 1–1 | 2–2 | 2–3 | 0–0 | 1–1 | 1–2 | 2–1 | 1–0  | 1–0 |
| Racing Santander    | 3–0 | 4–0 | 3–0 | 2–1 | 0–3 | 1–2 | 2–1 | 0–1 | 2–1 | 4–2  | 0–0 |     | 1–1 | 0–0 | 2–0 | 1–4 | 1–1 | 2–2 | 3–1  | 2–1 |
| Rayo Vallecano      | 1–2 | 2–2 | 3–0 | 0–1 | 1–1 | 1–1 | 1–1 | 4–2 | 2–2 | 2–1  | 2–1 | 4–1 |     | 0–1 | 0–2 | 4–1 | 1–4 | 2–1 | 0–1  | 0–0 |
| Real Madrid         | 4–1 | 2–2 | 3–0 | 5–0 | 3–0 | 2–2 | 5–1 | 4–3 | 0–2 | 1–0  | 1–1 | 1–0 | 3–1 |     | 4–0 | 4–0 | 2–1 | 2–1 | 4–0  | 3–0 |
| Real Oviedo         | 5–0 | 2–3 | 3–1 | 3–3 | 2–3 | 2–2 | 2–2 | 3–2 | 1–1 | 3–0  | 2–3 | 1–0 | 4–1 | 1–1 |     | 1–0 | 0–0 | 4–1 | 1–3  | 2–1 |
| Real Sociedad       | 0–2 | 0–6 | 2–2 | 1–1 | 1–1 | 2–1 | 1–1 | 4–0 | 0–1 | 4–1  | 0–1 | 2–2 | 2–0 | 1–4 | 3–0 |     | 1–2 | 3–1 | 0–2  | 1–1 |
| Valencia            | 1–0 | 0–1 | 1–0 | 1–2 | 0–1 | 0–1 | 5–1 | 2–0 | 4–0 | 3–0  | 1–0 | 1–0 | 2–2 | 0–1 | 2–0 | 2–0 |     | 1–0 | 3–1  | 1–0 |
| Valladolid          | 0–0 | 2–2 | 1–2 | 2–1 | 3–1 | 1–1 | 1–0 | 0–0 | 2–0 | 2–0  | 1–1 | 1–1 | 1–3 | 2–2 | 1–0 | 2–1 | 0–0 |     | 0–0  | 2–0 |
| Villarreal          | 0–0 | 4–4 | 2–0 | 2–0 | 3–2 | 4–0 | 2–1 | 1–2 | 2–2 | 0–0  | 2–0 | 4–2 | 1–5 | 0–1 | 1–0 | 1–3 | 1–1 | 2–1 |      | 1–1 |
| Zaragoza            | 2–2 | 3–1 | 1–1 | 2–2 | 2–1 | 1–2 | 3–1 | 1–1 | 1–1 | 3–1  | 4–2 | 2–0 | 6–1 | 2–3 | 5–2 | 1–1 | 1–1 | 0–0 | 0–0  |     |

Nguồn: LFP (tiếng Tây Ban Nha)
1 ^ Đội chủ nhà được liệt kê ở cột bên tay trái.
Màu sắc: Xanh = Chủ nhà thắng; Vàng = Hòa; Đỏ = Đội khách thắng.
a nghĩa là có bài viết về trận đấu đó.

## Tổng kết
- Thắng nhiều nhất - Real Madrid (24)
- Thắng ít nhất - Valladolid và Zaragoza (9)
- Hòa nhiều nhất - Valladolid và Zaragoza (15)
- Hòa ít nhất - Deportivo La Coruña, Alavés và Las Palmas (7)
- Thua nhiều nhất - Real Oviedo, Racing Santander và Numancia (19)
- Thua ít nhất - Real Madrid (6)
- Ghi nhiều bàn nhất - Real Madrid (81)
- Ghi ít bàn nhất - Numancia (40)
- Để lọt lưới nhiều nhất - Real Sociedad và Rayo Vallecano (68)
- Để lọt lưới ít nhất - Valencia (34)

## Giải thưởng

### Cúp Pichichi
Cúp Pichichi được trao cho cầu thủ ghi nhiều bàn thắng nhất trong mùa giải.
| Cầu thủ          | Bàn thắng | Câu lạc bộ       |
| ---------------- | --------- | ---------------- |
| Raúl             | 24        | Real Madrid      |
| Rivaldo          | 23        | Barcelona        |
| Javi Moreno      | 22        | Deportivo Alavés |
| Diego Tristán    | 19        | Deportivo        |
| Patrick Kluivert | 18        | Barcelona        |

### Giải phong cách
Real Madrid là câu lạc bộ giành giải phong cách với số điểm 86, đội đứng thứ 2 là Espanyol và thứ 3 là Zaragoza.

### Giải thưởng Pedro Zaballa
Manolo Hidalgo, cầu thủ của Atlético Madrid